# Chlorocyathus lobulata
Chlorocyathus lobulata là một loài thực vật có hoa trong họ La bố ma. Loài này được (Venter & R.L.Verh.) Venter mô tả khoa học đầu tiên năm 2008.